# Die perfekte Weihnachtshochzeit
Die perfekte Weihnachtshochzeit (Alternativtitel: A Perfect Christmas Wedding, Originaltitel: Merry Matrimony) ist ein US-amerikanischer Fernsehfilm von John Bradshaw aus dem Jahr 2015, der am 8. Dezember 2016 vom Sender Disney Channel zum ersten Mal in Deutschland gezeigt wurde. Brie Traverston, verkörpert von Jessica Lowndes, soll für ein Modemagazin eine weihnachtliche Traumhochzeit in Szene setzen. Der Zufall will es, dass der engagierte Fotograf Eddie Chapman (Christopher Russell) Bries alte Collegeliebe ist.  
Der Film wurde von Hallmark Entertainment für die Reihe der Hallmark Channel Original Movies produziert.

## Handlung
Die New Yorker Werbeexpertin bei einem Fashionmagazin Brie Traverston bekommt einen sehr herausfordernden Auftrag. Sie darf die Online-Weihnachtsausgabe für ein Modemagazin gestalten, die das Thema Traumhochzeit beinhalten soll. Wenn sie diesen Auftrag zum Erfolg führt, winkt ihr eine Partnerschaft in ihrer Agentur. Der Haken ist allerdings, dass sie ausgerechnet mit dem hochkarätigen Modefotografen Eddie Chapman zusammenarbeiten soll, mit dem sie vor sieben Jahren sehr eng befreundet war. Aufgrund seines Studiums in Paris war ihre Beziehung zerbrochen. 
Brie kann ihre Ungeduld, Eddie wiederzusehen, nur schwer verbergen und auch er ist angenehm überrascht auf seine alte Freundin zu treffen. Sie stellt allerdings sofort klar, dass ihr Projekt Vorrang vor jeglichen alten Gefühlen habe. Zumindest war dies ihr Plan. Jeden Tag so eng miteinander zu arbeiten, bringt die alte Sehnsucht zurück. Das spiegelt sich vorteilhaft in ihren Arbeiten wider, denn die bisherigen fotografischen Ergebnisse stellen Bries Chefin absolut zufrieden. Einen Dämpfer bekommt das Projekt, als Brie kurzfristig nicht so richtig konzentriert arbeiten kann, weil sie ihren Liebeskummer nicht in den Griff bekommt. Brie glaubt, dass Eddie inzwischen mit Isabella Elias vom Modemagazin zusammen ist. 
Erst als das Missverständnis ausgeräumt ist und Brie wieder offen auf Eddie zugehen kann, kommt der alte Elan zurück. Glücklich umarmen sie sich und als Eddie Brie zu Weihnachten einen Verlobungsring schenkt, wünscht sie sich, nicht länger mit der Hochzeit zu warten. Da die komplette Fotokulisse für das Shooting noch aufgebaut ist, heiratet das Paar noch in derselben Woche. So wird der Auftrag zu beider ganz persönlicher Weihnachts-Traumhochzeit.  

## Produktionsnotizen
Die Dreharbeiten zu Die perfekte Weihnachtshochzeit erfolgten in Kanada.
In Deutschland wurde der Film am 8. Dezember 2016 vom Sender Disney Channel ausgestrahlt. In den USA erfolgte eine Veröffentlichung am 22.  November 2015, in Frankreich im November 2016, in Spanien im November 2017 und in Kanada im Dezember 2017. Veröffentlicht wurde der Film zudem in Italien.
Am 2. Oktober 2019 gab die SchröderMedia Handels GmbH den Film mit einer deutschen Tonspur auf DVD heraus.

## Kritik
Die Online-Plattform cinema.de war von dem Film nicht überzeugt und bemängelte zudem die fehlende Chemie zwischen den Hauptdarstellern: „Die US-Firma Hallmark ist bekannt für ihre Grußpostkarten – die sind flach. Die Filme, die sie produziert, sind es ebenso.“ „Sorry, keine Chemie zwischen den ‚Stars‘.“
Der Filmdienst sah das ähnlich und führte aus: „Einfallsarme romantische Komödie vor weihnachtlichem Hintergrund, die zu keiner Zeit Interesse an der seichten Story weckt. Zudem fehlt jede Chemie zwischen den Hauptdarstellern, sodass ihre überschwänglichen Gefühle bloße Behauptung bleiben.“